# Бриали, Жан-Клод
Жан-Клод Бриали (фр. Jean-Claude Brialy; 30 марта 1933, Омаль, Алжир — 30 мая 2007, Монтен, Сена и Марна, Иль-де-Франс, Франция) — французский актёр театра и кино.

## Биография
Жан-Клод Бриали родился 30 марта 1933 года в Алжире, в Омале (ныне — Сур Эль Гозлан). Его отец был полковником французской армии. Семья часто переезжала, из-за этого Жан-Клод постоянно менял места учёбы.
Защитив диплом бакалавра в Страсбурге, он там же поступил на курсы драматического искусства, а, став первым на курсе в местной Консерватории, сразу же становится актёром Драматического Центра Востока. Вскорости призванный на искренне ненавистную военную службу, Бриали, тем не менее, благодаря ей продвинулся профессионально: в течение двух лет он служит в Кинематографическом Армейском департаменте в Баден-Бадене, немало поднаторев в азах различных кинопрофессий, после чего окончательно делает жизненный выбор. Перебравшись в Париж, он пускается в круговорот богемной жизни в компании Алена Делона и его друзей, при этом живя в комнате без отопления, и подрабатывая грузчиком и официантом в окрестностях ещё существующего Чрева Парижа. Актёрские качества тоже не остаются незамеченными: вскоре друзьями талантливого «сына военного», куда больше напоминающего утонченного парижского денди, оказываются Жан Кокто и Жан Марэ, что само по себе оказывается весьма приличной протекцией, и Бриали выходит на парижские сцены.
Тогда же, на провинциальной постановке «Юлия Цезаря» Жана Ренуара, Бриали познакомился с будущими деятелями «новой волны». После демобилизации он сразу дебютировал на театральной сцене. Впервые на экране Жан-Клод Бриали появился в короткометражных лентах «Проделки пастуха» (1956) Жака Риветта и «Всех мальчишек зовут Патриками» (1957) Жана-Люка Годара. Первая роль в полнометражной картине — в «Карманной любви» Пьера Каста. Известность актёру принесли работы в фильмах Клода Шаброля «Красавчик Серж» (1957), «Кузены» (1958), «Щеголи» (1960).
В начале 1960-х годов Жан-Клод Бриали сыграл свои лучшие роли в фильмах режиссёров «новой волны», став одним из её символов: «400 ударов» Ф.Трюффо, «Женщина есть женщина» Ж.-Л. Годара, «Воспитание чувств» А. Астрюка, «Ванина Ванини» Р. Росселини. В 1970—1980-е годы актёр много снимался, хотя и не всегда в главных ролях; среди картин с его участием — «Призрак свободы» Л. Бунюэля, «Барокко» Андре Тешине, «Колено Клер» Э. Ромера, «Робер и Робер», «Одни и другие», «Эдит и Марсель» Клода Лелуша, «Королева Марго» Патриса Шеро.
В 1971 году Жан-Клод Бриали дебютировал как режиссёр, поставив фильм «Шиповник», который получил приз на кинофестивале в Сан-Себастьяне. Среди других его авторских картин — «Закрытые ставни», «Редкая птица», «Любовь под дождем».
Как писатель, он с большим успехом опубликовал книги воспоминаний: «Ручей обезьян» («Le ruisseau des singes», 2000) и «Я забыл вам сказать» («J’ai oubli? de vous dire», 2004).
В последние годы жизни Бриали возглавлял парижский театр-варьете «Буфф-Паризьен».
Жан-Клод Бриали умер от рака 30 мая 2007 года в своем доме в городке Монтион.
Бриали был одним из первых актёров Франции, открыто заявивших о своей гомосексуальности.

## Фильмография
- 1957 — Трёхколёсный грузовой мотороллер / Le Triporteur
- 1957 — Лифт на эшафот / Ascenseur pour l'échafaud
- 1957 — Все хотят меня убить / Tous peuvent me tuer
- 1958 — Кристина / Christine
- 1958 — Красавчик Серж / Le Beau Serge
- 1959 — Дорога школяров / Le chemin des écoliers
- 1959 — Кузены / Les Cousins
- 1959 — Глаза любви / Les Yeux de l’amour
- 1961 — Дьявол и десять заповедей / Le Diable Et Les Dix Commandements
- 1961 — Женщина есть женщина / Une Femme Est Une Femme
- 1961 — Знаменитые любовные истории / Les Amours célèbres
- 1961 — Львы на свободе / Les lions sont lâchés
- 1961 — Ухажёры / Les Godelureaux
- 1962 — Семь смертных грехов — Артур
- 1962 — Жаркий суд / La Chambre ardente
- 1963 — Замок в Швеции / Château en Suède
- 1963 — Цепная реакция / Carambolages
- 1963 — Счастливчики
- 1964 — Как выйти замуж за премьер-министра / Comment épouser un premier ministre
- 1964 — Охота на мужчину / La Chasse à l’homme
- 1964 — Карусель / La Ronde
- 1964 — Сто кирпичей и черепица / Cent briques et des tuiles
- 1967 — Манон-70 / Manon 70
- 1968 — Невеста была в чёрном / La mariée était en noir
- 1970 — Колено Клер / Le Genou de Claire — Джером
- 1970 — Бал графа д’Оржель / Le Bal du comte d’Orgel
- 1974 — Призрак свободы / Le Fantôme de la Liberté
- 1976 — Святой год
- 1976 — Судья и убийца / Le Juge et l’assassin
- 1977 — Обвинитель / L’Imprécateur
- 1978 — Робер и Робер / Robert Et Robert
- 1980 — Банкирша / La Banquière — Пол Систерн
- 1981 — Одни и другие / Болеро / Les uns et les autres (Bolero)
- 1982 — Смертельная погоня / Mortelle randonnee
- 1982 — Моцарт (ТВ) / Le comte d’Affiglio[3][4]
- 1983 — Эдит и Марсель
- 1983 — Дедушка вступает в Сопротивление / Papy fait de la résistance
- 1983 — Стелла / Stella
- 1985 — Дерзкая девчонка / L’effrontée
- 1985 — Четвёртая сила[фр.] / Le 4ème pouvoir[5] — Глава телевещательной компании
- 1986 — Следуйте за моим взглядом / Suivez mon regard
- 1986 — Инспектор Лаварден / Inspecteur Lavardin
- 1987 — Болезнь любви / Maladie d’amour
- 1987 — Машенька / Maschenka — Колин
- 1990 — Откройте, полиция! 2 Ripoux contre ripoux
- 1994 — Французская женщина / Une femme française — Арно
- 1995 — Сто и одна ночь Симона Синема
- 1996 — Непредсказуемая природа реки / Les Caprices d’un fleuve
- 1996 — Безрассудный Бомарше / Beaumarchais, l’insolent
- 1998 — Граф Монте-Кристо / Le Comte de Monte Cristo — Морель
- 2000 — Актёры
- 2000 — На пределе возможного / In extremis
- 2002 — Если повезёт / Жан-Пьер
- 2003 — Ключи от машины / Les Clefs de bagnole
- 2005 — V.I.P. — квартал / Quartier V.I.P.
- 2006 — Монсеньор Макс / Monsieur Max

## Документальные фильмы
- 2014 — Жан-Клод Бриали. Человек, которому не хватало любви / Jean-Claude Brialy, l’homme qui voulait tant être aimé (реж. Лоран Аллен-Карон / Laurent Allen-Caron)